# Kadem Burak Yaşar
Kadem Burak Yaşar (* 18. Mai 1995 in Pazar) ist ein türkischer Fußballtorhüter.

## Karriere
Yaşar begann mit dem Vereinsfußball in der Jugend vom Istanbuler Amateurverein Mecidiyeköy SK und wechselte 2009 in den Nachwuchs vom Istanbuler Drittligisten Sarıyer SK. Im Sommer 2012 erhielt er hier zwar einen Profivertrag, spielte aber weiterhin für die Nachwuchsmannschaften. Gegen Ende der Saison 2012/13 befand er sich immer öfter im Mannschaftsaufgebot der Ligaspiele. So gab er in der Drittligapartie vom 12. Mai 2013 gegen Giresunspor gab er sein Profidebüt. Nach diesem Einsatz befand er sich als Ersatzkeeper immer im Aufgebot und absolvierte die nachfolgenden Spielzeiten je Saison einige Ligaspiele.
Zur Saison 2016/17 wechselte er zum Erstligisten Kasımpaşa Istanbul.